# 2913 Horta
2913 Horta è un asteroide della fascia principale. Scoperto nel 1931, presenta un'orbita caratterizzata da un semiasse maggiore pari a 2,7043532 UA e da un'eccentricità di 0,1991843, inclinata di 16,09132° rispetto all'eclittica.